# Microphthalmus monilicornis
Microphthalmus monilicornis är en ringmaskart som beskrevs av Hartmann-Schröder 1962. Microphthalmus monilicornis ingår i släktet Microphthalmus och familjen Hesionidae. Inga underarter finns listade i Catalogue of Life.